# 瑞穂運動場東駅
瑞穂運動場東駅（みずほうんどうじょうひがしえき）は、愛知県名古屋市瑞穂区八勝通3丁目にある、名古屋市営地下鉄名城線の駅である。駅番号はM22。アクセントカラーはライムグリーン。

## 概要
Jリーグ名古屋グランパスエイトのホームグラウンドである瑞穂陸上競技場（パロマ瑞穂スタジアム）の最寄駅である。
当駅の開業に伴い、先に開業した桜通線の「瑞穂運動場駅」は名称を「瑞穂運動場西駅」に変更した。計画当時に予定されていた駅名は「山下通」。
Jリーグ開催時等の多客時に備え、3番出口に近い方に臨時改札口が設けられている。

## 歴史
- 2004年（平成16年）10月6日：開業。
- 2019年（平成31年）4月1日：当駅の管理を名城線南部駅務区名古屋大学管区駅から名城線運転区に変更。[3]
- 2021年（令和3年）
  - 1月25日：2番線で可動式ホーム柵使用開始。
  - 2月1日：1番線で可動式ホーム柵使用開始。

## 駅構造

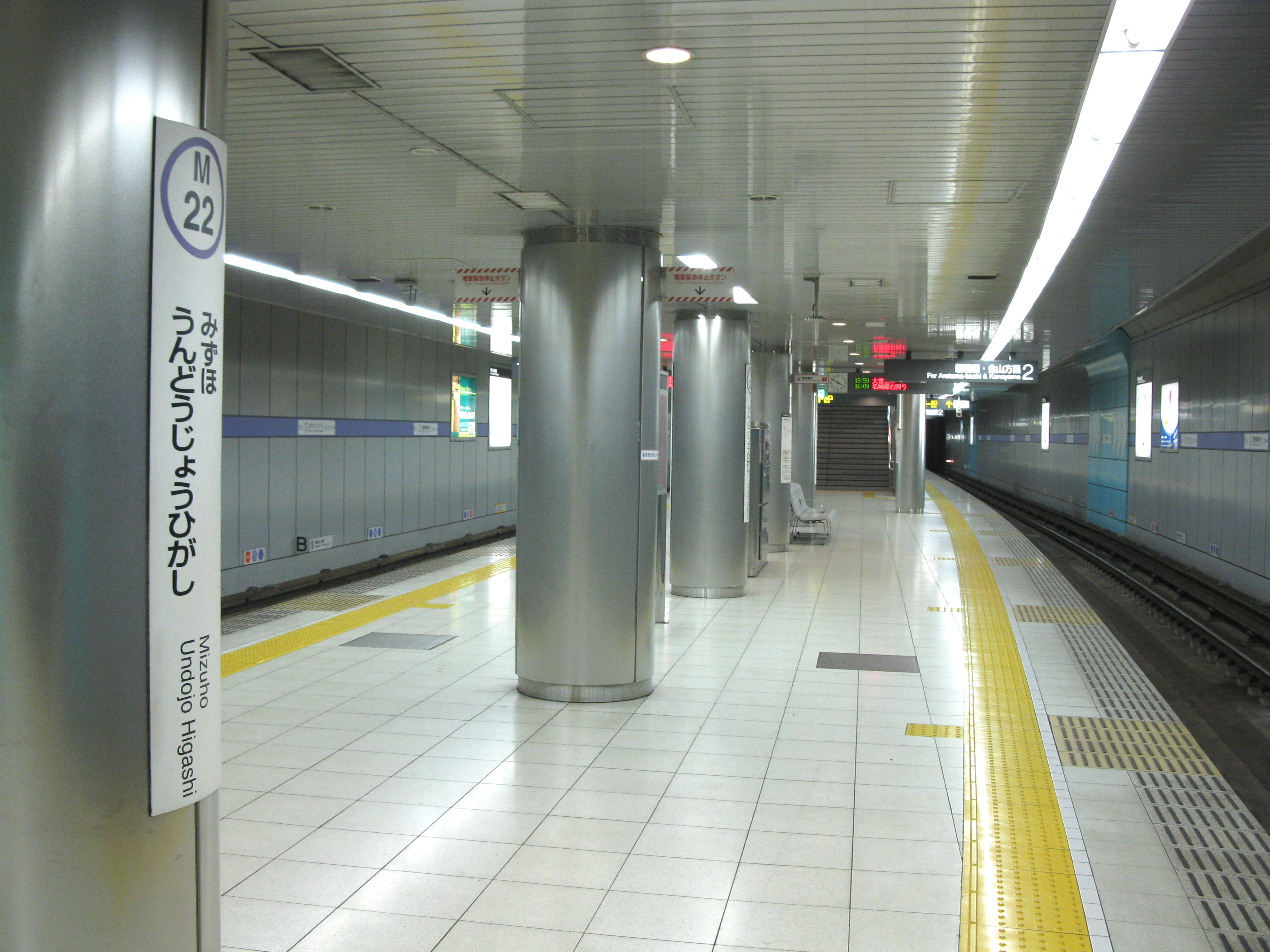
プラットホーム

島式1面2線のホームをもつ地下駅。深夜早朝には当駅が終起点となる運用もあるため、八事方に1編成が留置できる引き上げ線がある。また右回りと左回りのいずれにも折り返しが可能であるため、ごくまれに日中や夕方に当駅発着の臨時列車が設定されることがある。
当駅は、名城線運転区が管轄している。

### のりば
| ホーム | 路線   | 方向   | 行先             |
| ------ | ------ | ------ | ---------------- |
| 1      | 名城線 | 左回り | 八事・本山方面   |
| 2      | 名城線 | 右回り | 新瑞橋・金山方面 |

ホーム新瑞橋方の端に臨時改札口へ通じる階段がある（エレベーター等はなし）。通常は閉鎖されているが、Jリーグ開催時等の多客時に開かれる。

## 利用状況
名古屋市統計年鑑によると、当駅の一日平均乗車人員は以下の通り推移している。
- 2004年度　2,587人
- 2005年度　3,225人
- 2006年度　3,553人
- 2007年度　3,704人
- 2008年度　3,863人
- 2009年度　3,931人
- 2010年度　4,015人
- 2011年度　4,040人
- 2012年度　4,258人
- 2013年度　4,475人
- 2014年度　4,629人
- 2015年度　4,821人
- 2016年度　4,987人
- 2017年度　5,058人
- 2018年度　5,049人
- 2019年度　4,876人

## 駅周辺

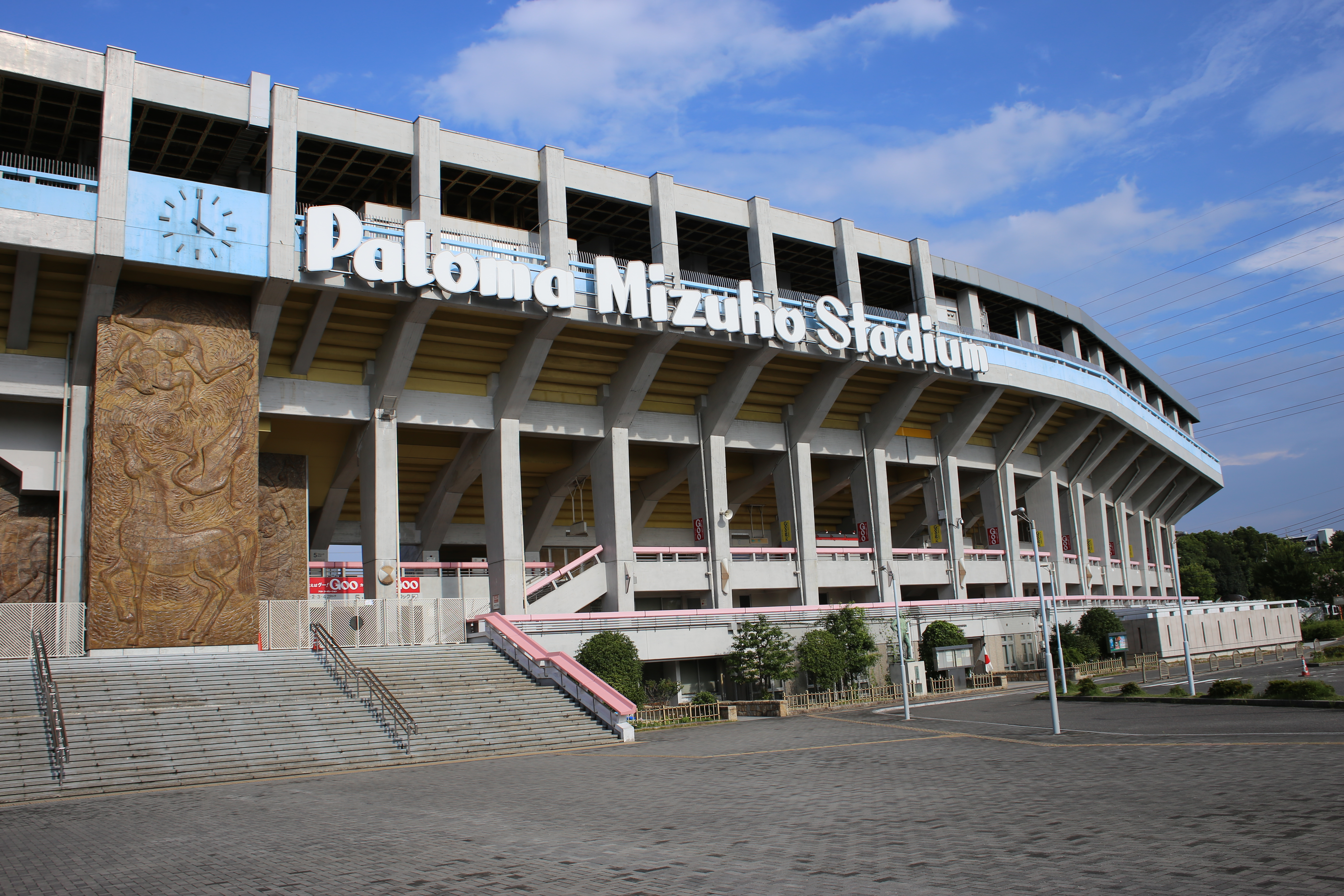
パロマ瑞穂スタジアム

- 名古屋市瑞穂公園（パロマ瑞穂スポーツパーク）
- 弥富公園
- 名古屋市立弥富小学校
- 名古屋市立萩山中学校
- 虹の橋ケアセンター
- 山手グリーンロード
- 川原通（愛知県道30号関田名古屋線）

## バス路線
名古屋市営バス「瑞穂運動場東」バス停
地下鉄開業前は駅名の仮称と同じ「山下通」といっていた。停留所は山下通交差点の周囲に4ヶ所設置されている。バスターミナルはないため、到着したバスは田辺通5交差点の東にある転回場までいったん回送され、付近の道路を通って乗車停留所に戻ってくる。2004年（平成16年）の名城線開通により当停留所を起終点とする系統が増えている。
- 栄20：瑞穂運動場東 - 栄
- 金山14：瑞穂運動場東 - 金山（市立大学病院経由、豆田町経由）
- 金山15：瑞穂運動場東 - 金山（牛巻経由）
- 金山16：瑞穂運動場東 - 金山（藤成通五丁目経由）
- 地鳴・瑞：瑞穂運動場東 - 地下鉄鳴子北
- 瑞穂巡回：新瑞橋 - 地下鉄堀田 - 瑞穂運動場西 - 瑞穂区役所 - 川澄町 - 瑞穂保健センター - 瑞穂運動場東 - 清水ヶ岡 - 中根 - 瑞穂運動場東 - 新瑞橋（右回り・左回り）[4]

## 隣の駅
名古屋市営地下鉄
 名城線
総合リハビリセンター駅 (M21) - 瑞穂運動場東駅 (M22) - 新瑞橋駅 (M23)